# Pittosporum aneityense
Pittosporum aneityense är en tvåhjärtbladig växtart som beskrevs av André Guillaumin. Pittosporum aneityense ingår i släktet Pittosporum och familjen Pittosporaceae. Inga underarter finns listade.